# نولينة جورجيانية
نولينة جورجيانية (الاسم العلمي:Nolina georgiana) هي نوع من النباتات تتبع جنس النولينة من الفصيلة الهليونية.